# Viktor Angerer

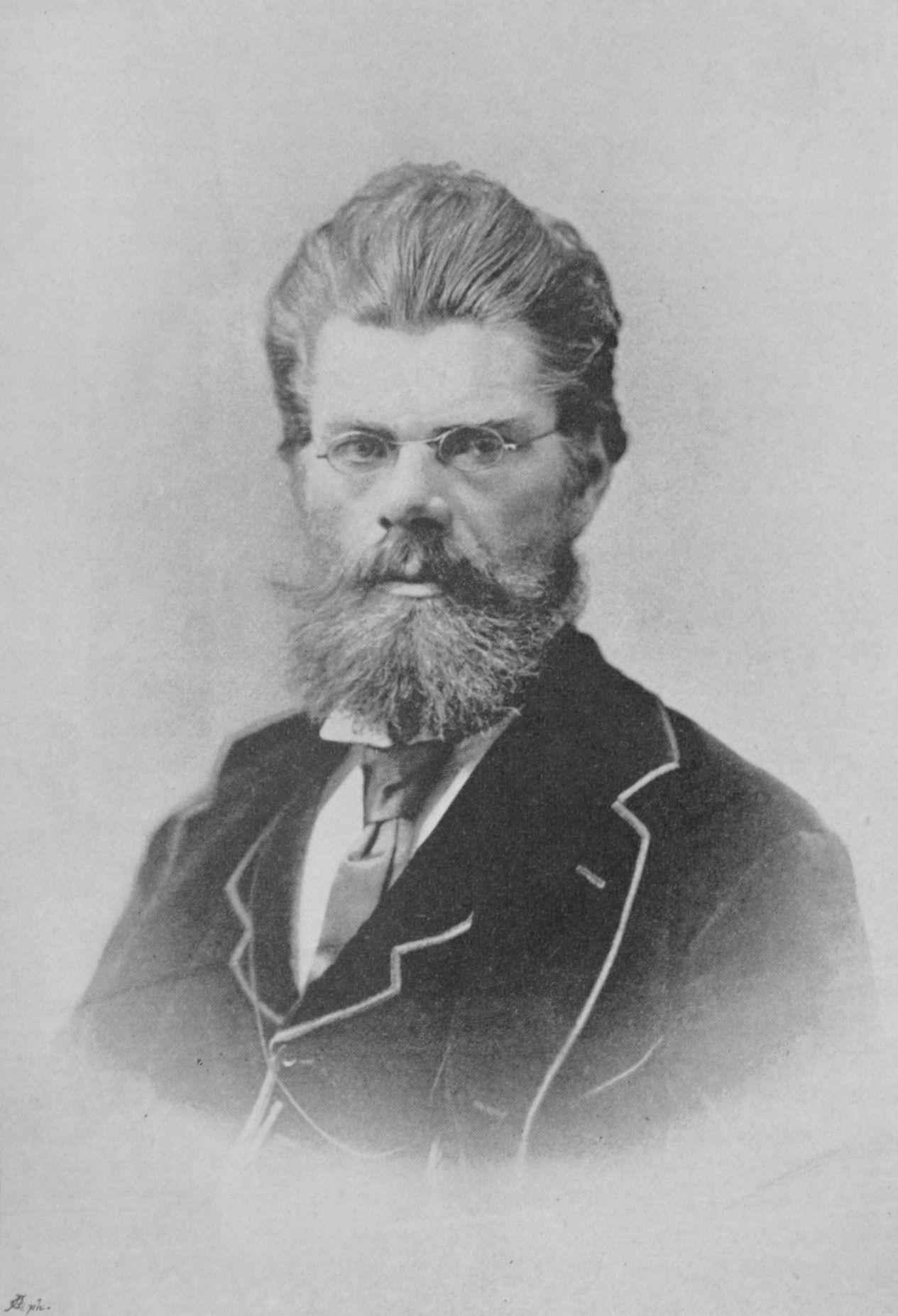
Viktor Angerer

Viktor Angerer (* 3. Oktober 1839 in Malatzka; † 10. April 1894 in Wien) war ein österreichischer Fotograf, Fotohändler und -verleger.

## Leben
Viktor Angerer war einer der Söhne des Försters vom Grafen Jozef Pálffy aus Malatzka, Westslowakei, Ferdinand Angerer. Er besuchte die Kadettenschule in Tulln und wurde Offizier der Pioniertruppe. Als solcher machte er den Feldzug 1859 in Südtirol mit.
Sein älterer Bruder Ludwig Angerer (1827–1879) weckte in Viktor das Interesse für die Fotografie. Viktor Angerer führte bis 1873 ein eigenes Fotogeschäft in Ischl. Anschließend trat er als Compagnon ins Geschäft seines Bruders in Wien ein, welches er nach dem krankheitsbedingten Rückzug seines Bruders schließlich alleine weiter führen sollte. Anfang der 1880er Jahre gründete er eine eigene Trockenplatten-Fabrik in Wien.
Viktor Angerer war insbesondere als Porträt- und als Landschaftsfotograf bekannt. Er war lange Zeit Mitglied der Photographischen Gesellschaft in Wien. Mit seinem Bruder August Angerer (1833–1881) betrieb er zeitweise den Fotoverlag „A. & V. Angerer“. Seine Firma zählte zu den führenden österreichischen Lithoanstalten der 1880er und 1890er Jahre.
Viktor Angerer starb 1894 an einem Schlaganfall. Sein Atelier wurde von Moritz Johann Winter weitergeführt.
Nicht verwandt war Viktor Angerer mit dem in Wien geborenen Carl Angerer (1838–1916 in Wien). Carl Angerer war der Sohn eines Wiener Gastwirts. Er lernte das Buchdrucker-Handwerk, bevor er als Chemigraph die Firma C. Angerer & Göschl in Wien-Ottakring gründete.

## Werke

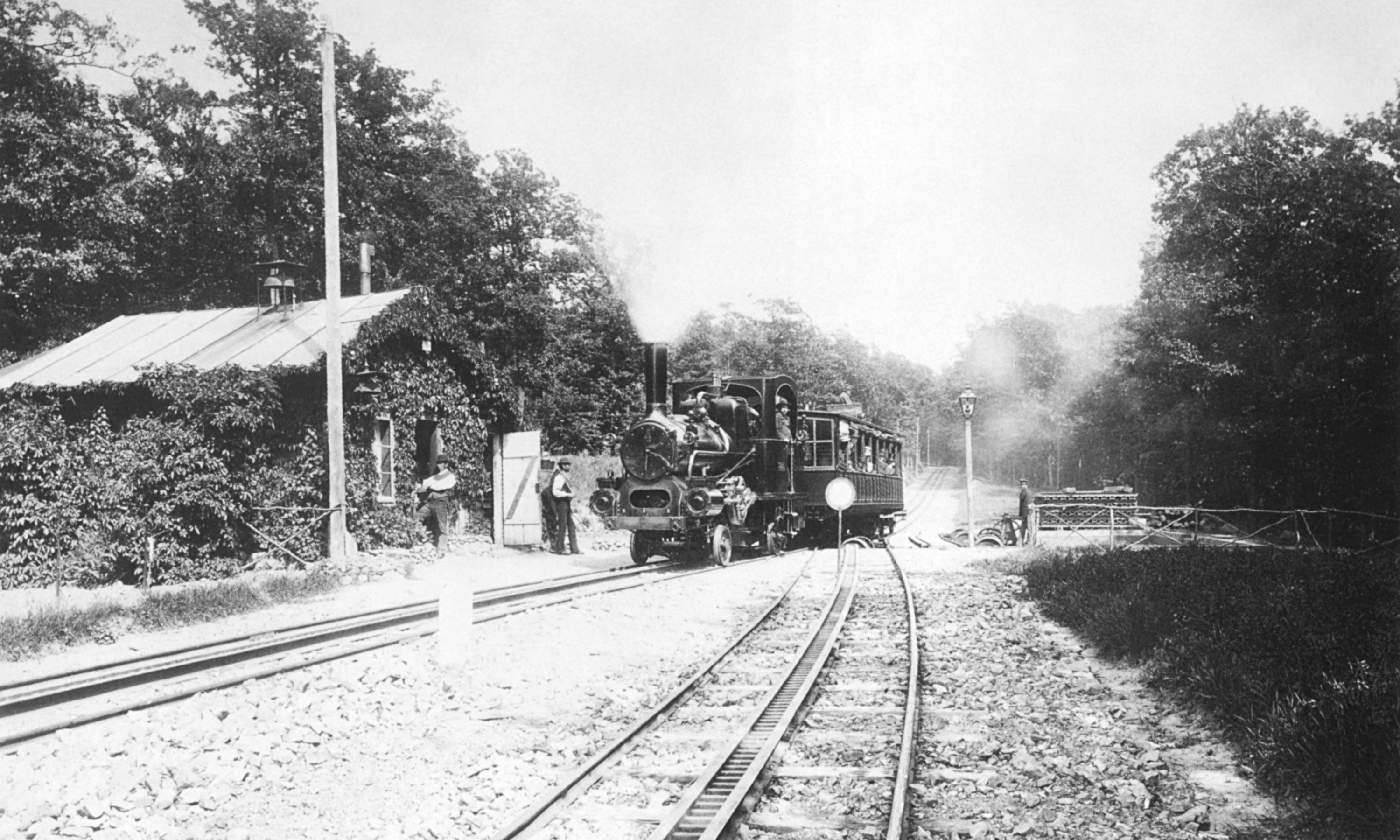
Kahlenbergbahn (1875, vermutlich)
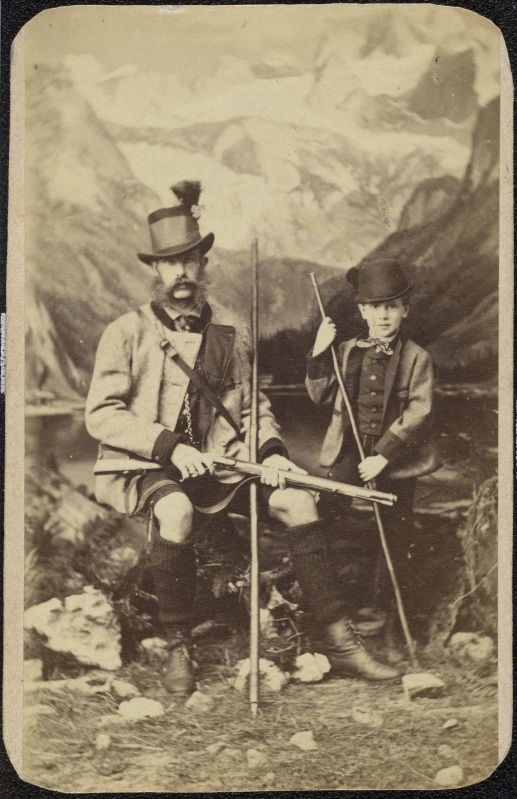
Kaiser Franz Joseph und Kronprinz Rudolf (ca. 1865)
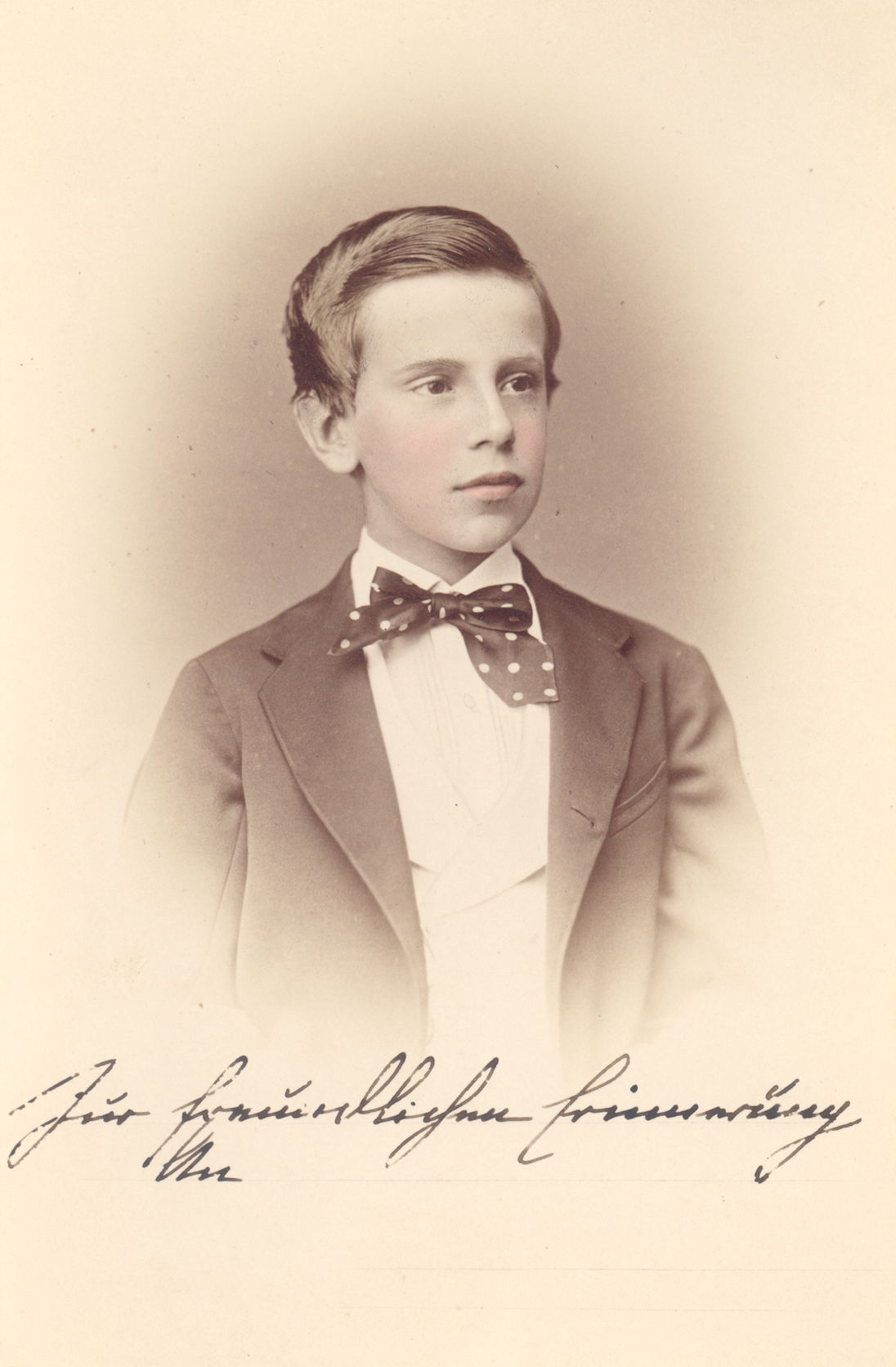
Kronprinz Rudolf (1868)
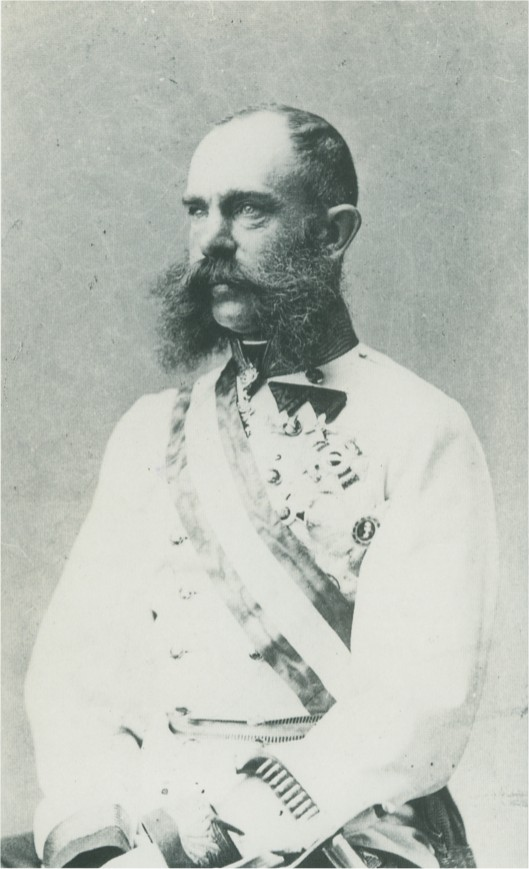
Kaiser Franz Joseph (1875)
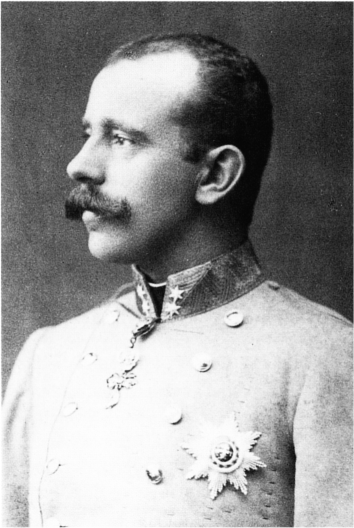
Kronprinz Rudolf in seinem letzten Lebensjahr (1889)

## Ehrungen
- Goldenes Verdienstkreuz mit der Krone